# Cancio, Canciano y Cancianila
Cancio, Canciano y Cancianila († 31 de mayo de 304) fueron tres hermanos romanos venerados como santos y mártires de la Iglesia católica. 

## Historia
La tradición dice que los tres hermanos se quedaron huérfanos, y que eran miembros de una familia noble romana, los Anicii, pero los documentos más antiguos, que hablan de su martirio, no muestran conexión con Roma, que según los expertos fue asumida desde la Pasión de santa Anastasia. Fueron puestos bajo la tutoría de un tal Proto, cristiano que convirtió a los tres hermanos.
Cuando el emperador Diocleciano comenzó a perseguir a los cristianos, los cuatro dejaron Roma, vendiendo su casa y dando la mayor parte de los ingresos a los pobres. Se instalaron entonces en su finca de Aquilea. Sin embargo, fueron capturados en un lugar llamado Aquae Gradatae (ahora llamado San Canzian d'Isonzo). Fueron decapitados después de que negarse a ofrecer sacrificios a los dioses cívicos.

## Veneración
Un sacerdote llamado Zoelus embalsamó y enterró sus cuerpos. San Máximo de Turín posteriormente pronunció un panegírico en su honor, y los santos son también mencionados por Venancio Fortunato. Su culto fue difundido en la antigüedad en Lombardía, Francia y Alemania. Recientemente se descubrió una basílica paleocristiana y una tumba con los restos de tres personas en San Canzian.